# Dominic Miller

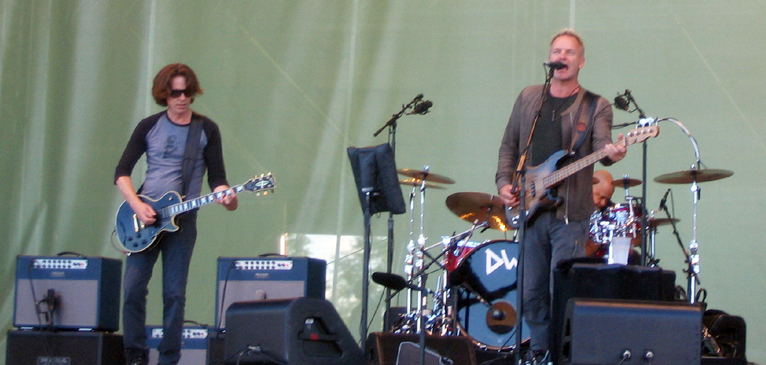
Dominic Miller und Sting auf dem Pori Jazz Festival 2006

Dominic Miller (* 21. März 1960 in Buenos Aires) ist ein Gitarrist, der durch seine Zusammenarbeit mit Sting bekannt wurde.

## Musikalischer Werdegang
Miller verbrachte die ersten zehn Jahre seines Lebens in Argentinien, bevor er mit seinen Eltern nach Racine (Wisconsin) und später nach London umzog. Heute lebt er in der Provence. Mit 15 Jahren lernte er Gitarre zu spielen. Später studierte er an der Guildhall School for Music in London, was ihm nach einiger Zeit trotz der Zusammenarbeit mit interessanten Kommilitonen wie Nigel Kennedy oder Mike Lindup (später Level 42) zu trocken wurde.
Er wurde Studiomusiker. Erste Beachtung hatte Miller Ende der 1980er Jahre mit Phil Collins’ Album But Seriously….
Bekannt wurde Miller durch seine seit 1991 andauernde Zusammenarbeit mit Sting, mit dem er das Album The Soul Cages einspielte. Von da an zählte Miller zur ständigen Besetzung von Stings Bands, sowohl im Studio als auch auf den Tourneen. Sting bezeichnete ihn häufig als „meine rechte und meine linke Hand“, die „all das umsetzt, was meine klobigen Finger nicht spielen können“. Miller war Co-Komponist des Songs Shape of My Heart.
In seiner eigenen Band spielt der Bassist Nicolas Fiszman. Im April 2017 veröffentlichte Miller ein erstes Album beim deutschen Jazz-Label ECM, betitelt Silent Light. Dort folgten 2019 das Album Absinthe mit einer Quintett-Besetzung, das im Down Beat vier Sterne erhielt, und im April 2023 das Album Vagabond, das er in Quartettbesetzung einspielte.

## Diskographie

### Alben
- 1995 First Touch (Q-rious Music)
- 1999 Second Nature (Q-rious Music)
- 2002 New Dawn (mit Neil Stacey) (Naim)
- 2003 Shapes (Universal)
- 2004 Third World (Q-rious Music)
- 2006 Fourth Wall (Q-rious Music)
- 2007 Heartbeats (WHD Entertainment Inc.)[6]
- 2008 In a Dream (mit Peter Kater) (Point of Light Records / Q-rious Music)
- 2010 November (Q-rious Music)
- 2012 Fifth House (Q-rious Music)
- 2014 Ad Hoc (Q-Rious Music)
- 2017 Silent Light (ECM, mit Miles Bould)
- 2019 Absinthe (ECM, mit Santiago Arias, Mike Lindup, Nicolas Fiszman, Manu Katché)
- 2023 Vagabond (ECM, mit Jacob Karlzon, Nicolas Fiszman, Ziv Ravitz)

### Zusammenarbeit mit anderen Musikern
- Bryan Adams (Gitarre auf All for Love)
- Miles Bould (u. a. auf Silent Light)
- Backstreet Boys (Gitarre auf Album Millennium)
- Andrea Bocelli (Gitarre und Arrangement von Besame Mucho auf Vivere)
- Till Brönner (Gitarre und Co-Komposition auf Christmas Album 2008)
- Vinnie Colaiuta (mit Sting und Gitarre auf Solo-Album Vinnie Colaiuta)
- Phil Collins (Album But Seriously)
- Sheryl Crow
- Lars Danielsson (Gastauftritte bei Konzerten in Göteborg und Sacile 2008)
- Klaus Doldinger (auf dem Geburtstagsalbum 2016)
- Plácido Domingo (auf Millers Album Shapes)
- Donovan
- Peter Gabriel (u. a. auf gemeinsamer Tour mit Peter Gabriel und Sting)
- Wolfgang Haffner (auf Alben Round Silence, Heart of the Matter)
- Mark Hollis (Gitarre auf Album Mark Hollis, Co-Komposition beim Stück Westward Bound)
- Michael Kamen
- Manu Katché (auf zahllosen Alben als Rhythm Section mit Pino Palladino, ebenso auf Solo-Alben und auf arte-TV)
- Ronan Keating (Gitarre auf You Say It Best zum Soundtrack Notting Hill)
- Nigel Kennedy (Gitarre und Komposition auf Album Let Loose, 1987)
- Kenny Kirkland (zusammen mit Sting)
- Level 42 (Gitarre auf Guaranteed)
- Mariza (Co-Komponist und Gitarrist auf dem Album Terra)
- Katie Melua (auf Album The House)
- Sarah Jane Morris (zahllose Konzerte sowie als Gitarrist und Co-Komponist auf den Alben Where it Hurts, Cello Songs und Bloody Rain)
- Jimmy Nail (Gitarre auf Crocodile Shoes II, Auftritt im zugehörigen Video, gemeinsame Arbeit auf Stings The Last Ship)
- Howard New
- Beth Nielsen Chapman (Gitarre und Co-Komposition auf Sand And Water)
- Nighthawks (mit Anna Maria Jopek; auf Album Today)
- Novecento (Gitarre auf Surrender und Ozone)
- Pino Palladino (zahllose Kooperationen auf Alben verschiedener Künstler als Rhythm Section)
- Luciano Pavarotti (bei Pavarotti and Friends)
- Pretenders (Gitarre auf Packed!, zeitweiliges Bandmitglied)
- Manolito Simonet (gemeinsames Album Hecho en Cuba)
- Soraya Cuevas (Gitarre und Co-Komposition auf Cuerpo Y Alma und On Nights Like This)
- Rod Stewart
- Sting (Gitarre auf allen Alben seit Soul Cages außer bei Songs from the Labyrinth)
- The Ten Tenors (Gitarre auf Here’s To The Heroes)
- Tina Turner (Gitarre auf Silent Wings)
- Ralph Valenteano (Gitarre bei Worte aus Silben und Gold (2008), Gitarre bei Devachan (2018))
- Steve Winwood
- Rick Wright (Gitarre auf Album Broken China)
- Nils Wülker (Gitarrist auf den Alben Safely Falling[7] und Turning the Page)
- Paul Young